# Liste des ambassadeurs de France en Bulgarie
L’ambassadeur de France en Bulgarie est le représentant légal le plus important de la France auprès du gouvernement bulgare. L'ambassade de France en Bulgarie se trouve à Sofia.

## Ambassadeurs successifs
| Début | Fin         | Ambassadeur                           | Note |
| ----- | ----------- | ------------------------------------- | --- |
| 1907  | 1912        | Maurice Paléologue                    | |
| 1912  | 1920        | André de Panafieu                     | Haut-commissaire en 1920. |
| 1920  | 1925        | François Georges-Picot                | Haut-commissaire, puis ministre plénipotentiaire à partir de 1920. |
| 1925  | 1927        | Émile Dard                            | |
| 1927  | 1934        | Henri Cambon                          | |
| 1934  | 1937        | Jacques Labouret                      | |
| 1937  | 1940        | René Ristelhueber                     | |
| 1940  | 1943        | Jules-François Blondel                | |
| 1943  | 1944        | Maurice Kerkariu                      | |
| 1944  | 1944        | Henry Roux                            | Chargé d'affaires. |
| 1944  | 1945        | Georges Hateau                        | Délégué du Gouvernement provisoire. |
| 1945  | 1950        | Jacques-Émile Paris                   | Envoyé extraordinaire et ministre plénipotentiaire. |
| 1950  | 1956        | Jean-Louis Baudier                    | Envoyé extraordinaire et ministre plénipotentiaire. |
| 1956  | 1961        | Jean de Beausse (d)                   | Envoyé extraordinaire et ministre plénipotentiaire. |
| 1961  | 1964        | Jacques Coiffard                      | Envoyé extraordinaire et ministre plénipotentiaire puis ambassadeur. |
| 1964  | 1969        | Henri Mazoyer (d)                     | |
| 1969  | 1971        | Michel Fontaine (d)                   | |
| 1971  | 1975        | Pol Le Gourrierec                     | |
| 1975  | 1980        | Christiane Malitchenko (d)            | Deuxième femme à avoir exercé les fonctions d'ambassadeur, après Marcelle Campana, ambassadeur de Panamá en 1972 et en même temps que Marie-Madeleine Dienesch, au Luxembourg. |
| 1980  | 1983        | Yves Barbier (d)                      | |
| 1983  | 1986        | Jean-Marie Le Breton (d)              | |
| 1986  | 1990        | Bertrand de Guilhem de Lataillade (d) | |
| 1990  | 1993        | Jacques Rummelhardt                   | |
| 1993  | 1995        | Jean-Marie Daillet                    | |
| 1995  | 1999        | Marcel Tremeau (d)                    | |
| 1999  | 2001        | Dominique Chassard (d)                | |
| 2001  | 2004        | Jean-Loup Kuhn-Delforge (d)           | |
| 2004  | 2007        | Yves Saint-Geours                     | |
| 2007  | 2010        | Étienne de Poncins                    | |
| 2010  | 2013        | Philippe Autié (d)                    | |
| 2013  | 2016        | Xavier Lapeyre de Cabanes (d)         | |
| 2016  | 2019        | Éric Lebédel (tr)                     | |
| 2019  | 2022        | Florence Robine                       | |
| 2022  | en fonction | Joël Meyer (d)                        | |

## Sources